# Torrejón de Velasco
Torrejón de Velasco er en by og kommune i det centrale Spanien i Madrid-regionen. Den har et indbyggertal på 4.893 (2024) indbyggere.